# Архангельский, Александр Николаевич
Алекса́ндр Никола́евич Арха́нгельский (род. 27 апреля 1962, Москва) — российский литературовед, литературный критик, публицист, телеведущий, писатель, в прошлом — профессор Высшей школы экономики, член Вольного исторического общества.

## Биография
Родился 27 апреля 1962 года в Москве. Рос без отца, его мать, Людмила Тихоновна Архангельская, работала машинисткой на радио.
Окончил факультет русского языка и литературы (1984) и аспирантуру МГПИ. Кандидат филологических наук (1988, диссертация «Лирические жанры в поэзии А. С. Пушкина 1830-х гг.»).
Работал в Московском Дворце пионеров руководителем кружка литературного творчества (1980—1984), детской редакции Гостелерадио СССР младшим редактором (1985), журнале «Дружба народов» старшим редактором (1986—1988) и обозревателем, заведующим отделом прозы (1989—1992), журнале «Вопросы философии» научным консультантом (1988—1989). Стажировался в Бременском университете (1991), в Свободном университете Берлина.
С 1992 по 1993 год — автор и ведущий программы «Против течения» на телеканале «РТР». Впоследствии, с июня 2008 по июнь 2012 года данная передача выходила на сайте «РИА Новости».
С 1993 по 1994 год — автор программы «Писатели у микрофона» на радио «Свобода».
В 1992—1998 годы читал курсы лекций в Женевском университете. В 1998—2001 годах читал лекции в Московской государственной консерватории им. П. И. Чайковского.

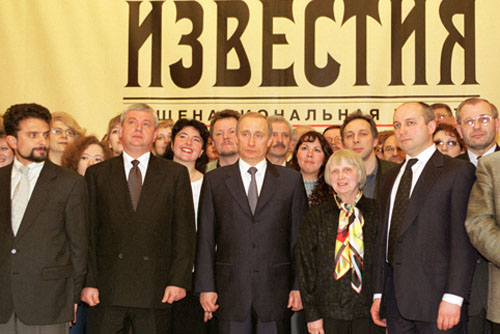
Заместитель главного редактора газеты «Известия» Александр Архангельский (крайний слева) на встрече редакции с президентом РФ Владимиром Путиным (в центре). 13 марта 2002

Обозреватель (1998—2004), заместитель главного редактора (2001—2004), колумнист (2004—2007) газеты «Известия». В 2004—2006 годах — колумнист журнала «Профиль».
Печатал газетные статьи под псевдонимами Архип Ангелевич, Ангелина Архипова. Статьи Архангельского переведены на английский, немецкий, французский, финский языки. Книга об Александре I выходила во французском (Fayard, 2000) и китайском («Восток», 2012) переводах.
С 2002 по 2020 год — автор, ведущий и руководитель программы «Тем временем» / «Тем временем. Смыслы» (телеканал «Культура»).
В 2002 году — автор и ведущий программы «Хронограф» (телеканал «Россия»).
В разное время печатался как критик и публицист в газетах: «Время МН», «Литературной газете», «Независимой газете», «Сегодня»; журналах: «Вопросы литературы», «Дружба народов», «Знамя», «Искусство кино», «Литературное обозрение», «The New Times», «Новый мир», «Страна и мир» (Мюнхен), L’Oell (Париж).
До мая 2007 года — постоянный гость еженедельной программы «Особое мнение» на радиостанции «Эхо Москвы».
Член Союза российских писателей (сентябрь 1991). Член жюри Русского Букера за 1995. Академик-учредитель (1997) и президент (1997—1999) Академии русской современной словесности (АРСС). Член административного совета Букеровской премии (1999—2002). Член жюри премии имени Аполлона Григорьева (2005), литературной премии «Большая книга» и «Русской премии» (2006). Член Академии Российского телевидения с 2007 года. Входил в состав Совета по культуре и искусству при Президенте РФ (2012—2018), член президиума Совета (2012—2016).
С 2006 по 2023 год был профессором Высшей школы экономики, работал там в подразделениях по журналистике и медиа (сменивших несколько названий и реорганизаций), преподавал такие курсы, как «Журналистика в мультимедийной среде», «История и теория медиа», «Медиаграмотность», «Трансмедийный сторителлинг», «Мастерство ведущего теле- и радиопрограмм» и другие.
Председатель ассоциации «Свободное слово» (с 2017).

Отмечен премиями журнала «Литературное обозрение» (1984), «Литературной газеты» (1990); журналов: «Знамя» (1996), «Новый мир» (1996), «Дружба народов» (1997). Лауреат премии «Книга года» (2013), российско-итальянской литературной премии «Москва-Пенне» (2013).

На встрече с читателями, 2008

Финалист конкурсов «ТЭФИ—2005» и «ТЭФИ—2006» в номинации «Ведущий информационно-аналитической программы». Выдвигался на соискание премии «ТЭФИ—2007» в этой же номинации, но в число финалистов не вошёл. Победитель конкурса «ТЭФИ—2011» в номинации «Ведущий информационно-аналитической программы» категории «Лица».
30 мая 2018 года Александр Архангельский вошёл в число восьми финалистов тринадцатого сезона национальной литературной премии «Большая книга» и стал её лауреатом (вторая премия).
В марте 2020 года подписал обращение против принятия поправок к Конституции РФ, предложенных президентом Путиным. В сентябре 2020 года подписал письмо в поддержку протестных акций в Белоруссии.
17 апреля 2023 года покинул должность ординарного профессора Высшей школы экономики, вышел из учёного совета и покинул пост соруководителя образовательной программы «Трансмедийное производство в цифровых индустриях».
9 мая 2024 года Александр Архангельский был упомянут в числе сотрудников Центра российских исследований Тель-Авивского университета.
1 ноября 2024 года Министерством юстиции России внесён в список физических лиц — «иностранных агентов».

## Личная жизнь

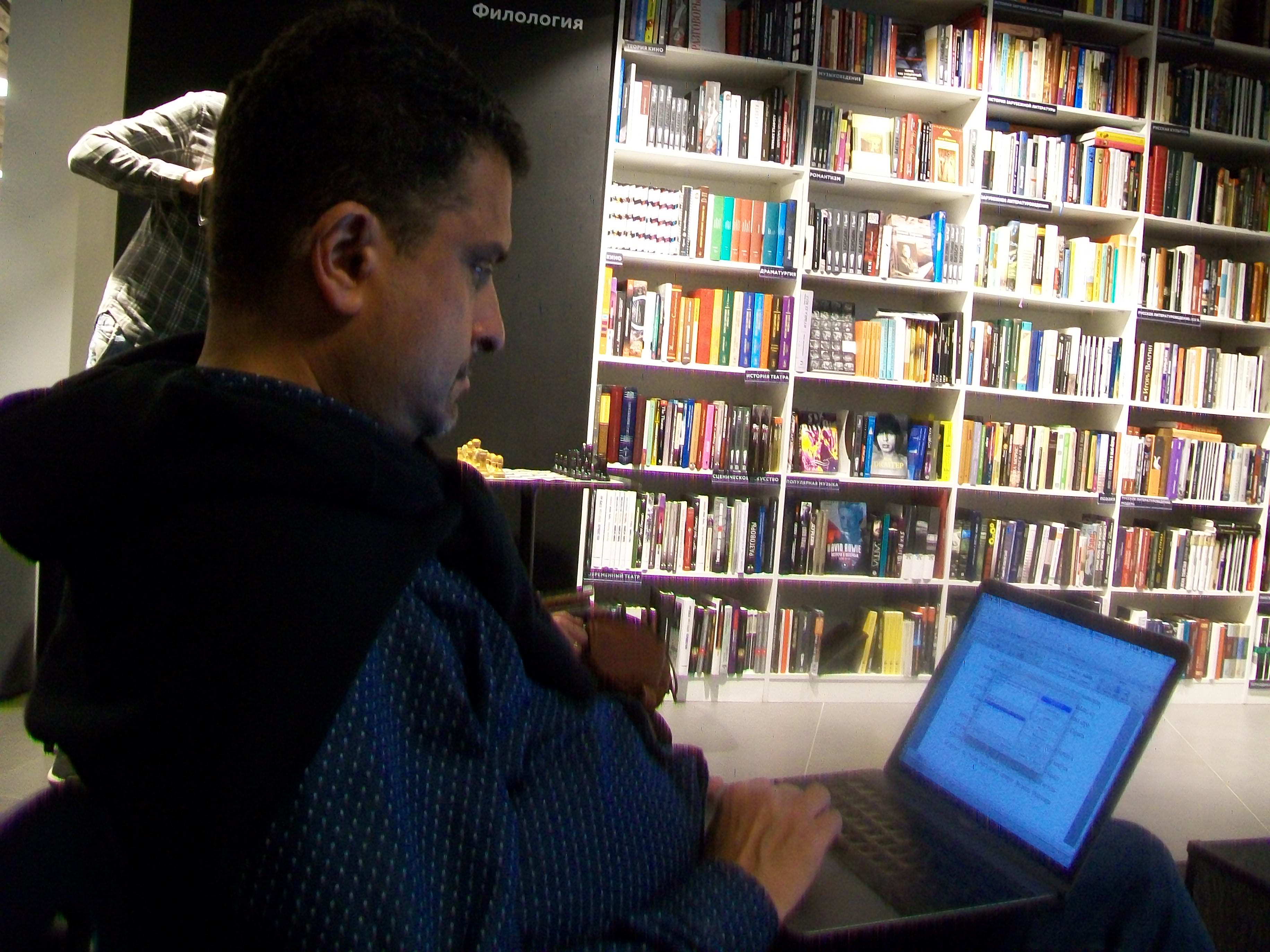
Александр Архангельский в октябре 2017 года

Женат вторым браком на журналистке Марии Божович, дочери киноведа Виктора Божовича. Четверо детей. Старший сын Тимофей (р. 1987) — преподаватель, средняя дочь Елизавета (р. 1990) — журналист. Дети от второго брака — дочь Софья (р. 1999) и сын Тихон (р. 2002).

## Книги
- «Стихотворная повесть А. С. Пушкина „Медный всадник“». — М.: Высшая школа, 1990.
- «У парадного подъезда. Литературные и культурные ситуации периода гласности». 1987—1990. — М.: Советский писатель, 1991.
- «Беседы о русской литературе. Конец XVIII — первая половина XIX века». — М.: Олимп, 1999.
- «Герои Пушкина. Очерки литературной характерологии». — М.: Высшая школа, 1999.
- «Александр I». — М.: Вагриус, 2000. (перевод на французский: Alexandre 1-er. Le feu follet. Paris, Fayard, 2000);
- «Политкоррекция». — М.: Модест Колеров и «Три квадрата», 2001.
- «Базовые ценности». — СПб.: Амфора, 2006. — ISBN 5-367-00127-0.
- «Гуманитарная политика». — М.: ОГИ, 2006. — ISBN 5-94282-385-5.
- «1962». — СПб.: Амфора, 2007. — ISBN 978-5-367-00329-1.
- Русские писатели. XIX век : большой учебный справочник для школьников и поступающих в вузы / Авторы Александр Николаевич Архангельский, Эдуард Львович Безносов, Владимир Алексеевич Воропаев; Редактор Т. Д. Дажина. — М.: Дрофа, 2007. — 495 [1] с. — 6000 экз. — ISBN 5-7107-3009-2.
- «Цена отсечения». — М.: АСТ; Астрель, 2008. — ISBN 978-5-17-053463-0.
- «Тем временем: Телевизор с человеческими лицами». — М.: АСТ: Астрель, 2010. — ISBN 978-5-17-062097-5.
- «Музей Революции». — М.: АСТ, 2012. — ISBN 978-5-7525-2844-6.
- «Бюро проверки». — М.: АСТ, 2018. — ISBN 978-5-17-108974-0.
- Несогласный Теодор: История жизни Теодора Шанина, рассказанная им самим. — М.: АСТ, 2020. — (Серия «Счастливая жизнь»). — ISBN 978-5-17-119656-1.
- Русофил: История жизни Жоржа Нива, рассказанная им самим. — М.: АСТ, 2020. — (Серия «Счастливая жизнь»). — ISBN 978-5-17-122120-1.
- Русский иероглиф: История жизни Инны Ли, рассказанная ею самой. — М.: АСТ, 2022. — (Серия «Счастливая жизнь»). — ISBN 978-5-17-147337-2.

Книги «Политкоррекция» и «Гуманитарная политика» представляют собой сборники избранных статей Архангельского, которые в разное время были опубликованы им в газете «Известия». «Политкоррекция» — это статьи, напечатанные с 1998 по 2001 год, а «Гуманитарная политика» — с 2001 по 2005 год.
Александр Архангельский — автор ряда школьных учебников, методических пособий, хрестоматий по литературе. Весной 2020-го издана включённая в Федеральный перечень линия учебников для 5—9 и 10 классов (М., издательство Дрофа) под его редакцией.

## Документальные фильмы

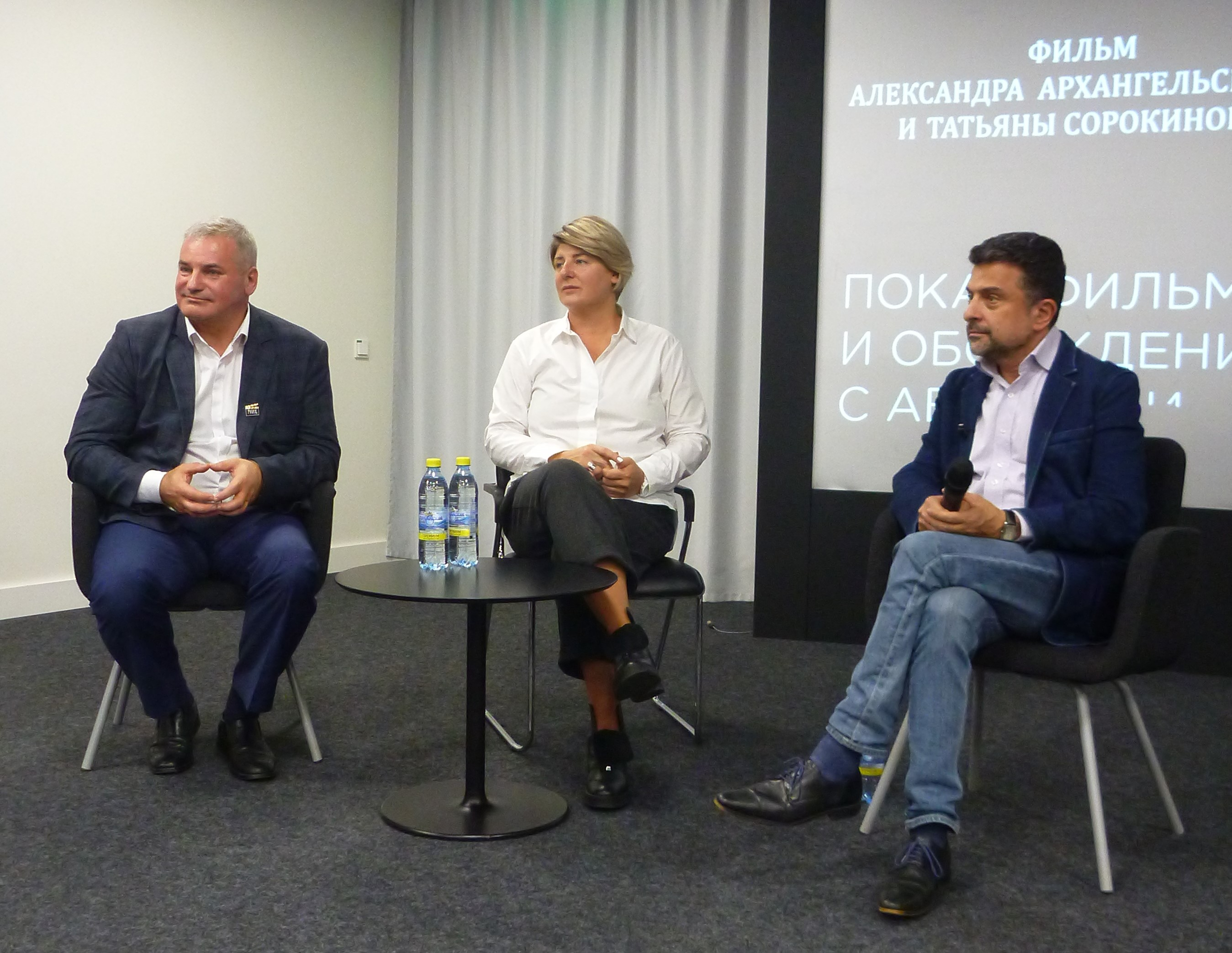
Презентация фильма «Рубец» в Ельцин-центре, 23 октября 2021 года. Картину представляют герой фильма Фёдор Шишлянников, режиссёр Татьяна Сорокина и автор сценария Александр Архангельский

Александр Архангельский является автором и ведущим следующих документальных фильмов и циклов:
- 2004—2010 — «Фабрика памяти: библиотеки мира»
- 2010 — «Отдел» (8 серий)
- 2011 — «Жара» (4 серии)
- 2011 — «Интеллигент. Виссарион Белинский» (4 серии)
- 2012 — «Изгнанник. Александр Герцен»
- 2015 — «Идеалист. Владимир Короленко»
- 2016 — «Музейное действо»
- 2020 — «Несогласный Теодор»
- 2021 — «Рубец» (автор сценария)
- 2022 — «Голод»[21]. 14 ноября 2022 года Минкультуры РФ отозвало прокатное удостоверение у фильма[22].

## Награды и премии
- Премия Союза журналистов России «Золотое перо России» за 2010 год (11 февраля 2011 года) — за цикл передач «Тем временем»[23].
- Орден Дружбы (5 апреля 2013 года) — за большие заслуги в развитии отечественного телерадиовещания, культуры и многолетнюю плодотворную работу[24].
- Премия Правительства Российской Федерации 2013 года в области средств массовой информации (17 декабря 2013 года) — за цикл программ «Тем временем»[25].

## Интервью
- Александр Архангельский и Лев Шлосберг: «Против течения» / Люди мира // ГражданинЪ TV. 15 февраля 2023.
- Александр Архангельский: «„Наши ребята“ – это обман» / «Скажи Гордеевой» // Катерина Гордеева. 11 апреля 2023.
- Александр Архангельский: «Все претензии к русской культуре нормальны» / Интервью Кириллу Мартынову // Новая газета. Европа. 27 июня 2023.